# Праздники Таджикистана
Ниже перечислены все праздники в Республике Таджикистан.
| Дата            | Русское название                                          | Таджикское название                                                                                             | Примечание |
| --------------- | --------------------------------------------------------- | --- | --- |
| 1 января        | Новый год                                                 | Соли нави мелодӣ / Soli navi melodi                                                                             | Это главный календарный праздник, который происходит в момент перехода от последнего дня года к первому дню следующего года.                                                          |
| 23 февраля      | День Вооружённых сил Республики Таджикистан               | Рӯзи Қувваҳои Мусаллаҳи Ҷумҳурии Тоҷикистон / Rözi Quvvahoi Musallahi Jumhurii Tojikiston                       | Аналог Дня защитника Отечества |
| 8 марта         | День матери                                               | Рӯзи модар / Rözi modar                                                                                         | Международный женский день |
| 21-24 марта     | Международный праздник Навруз                             | Иди байналмилалии Наврӯз / Idi baynalmilalii Navröz                                                             | Праздник нового года по астрономическому солнечному календарю у иранских и тюркских народов. Новруз является национальной традицией, не имеющей прямого отношения к исламским обычаям |
| 1 мая           | Международный день единства трудящихся                    | Рӯзи байналмилалии якдилии меҳнаткашон / Rözi baynalmilalii yakdilii mehnatkašon                                | Аналог Первого мая |
| 9 мая           | День победы в Великой Отечественной войне 1941—1945 годов | Рӯзи Ғалабaи халқҳо дар Ҷанги Бузурги Ватанӣ 1941—1945 / Rözi Ǧalabai xalqho dar Jangi Buzurgi Vatani 1941—1945 | Аналог Дня Победы |
| 27 июня         | День национального единства                               | Рӯзи ваҳдати миллӣ / Rözi vahdati milli                                                                         | Праздник в честь окончания гражданской войны в стране в 1992—1997 годах |
| 3 сентября      | День Гражданской Авиации Республики Таджикистан           | | |
| 9 сентября      | День независимости Республики Таджикистан                 | Рӯзи Истиқлолияти Ҷумҳурии Тоҷикистон / Rözi Istiqloliyati Jumhurii Tojikiston                                  | Главный национальный праздник страны |
| 2 октября       | Праздник Мехрган                                          | Иди Меҳргон / Idi Mehrgon                                                                                       | Одна из официально признанных в стране древних иранских и зороастрийских праздников                                                                                                   |
| 5 октября       | День государственного языка Республики Таджикистан        | Рӯзи забони давлатии Ҷумҳурии Тоҷикистон / Rözi zaboni davlatii Jumhurii Tojikiston                             | День официального признания таджикского языка государственным языком страны |
| 6 ноября        | День Конституции Республики Таджикистан                   | Рӯзи Конститутсияи Ҷумҳурии Тоҷикистон / Rözi Konstitutsiyai Jumhurii Tojikiston                                | В честь принятия Конституции Республики Таджикистан |
| 16 ноября       | День президента Республики Таджикистан                    | Рӯзи президенти Ҷумҳурии Тоҷикистон / Rözi prezidenti Jumhurii Tojikiston                                       | Введен в 1994 году в честь избрания президентом Эмомали Рахмона |
| 24 ноября       | День Государственного Флага Таджикистана                  | Рӯзи парчами миллии Ҷумҳурии Тоҷикистон / Rözi parčami millii Jumhurii Tojikiston                               | В честь принятия государственного флага страны |
| дата изменяется | Ураза-байрам                                              | Иди Саиди Фитри Рамазон / Idi Saidi Fitri Ramazon                                                               | Празднование завершения месяца Рамадана |
| дата изменяется | Курбан-байрам                                             | Иди Саиди Қурбон / Idi Saidi Qurbon                                                                             | Празднуется спустя 70 дней после окончания месяца Рамадана |

Праздничные дни:
- 1 января, 8 марта, 21-24 марта, 1 мая, 9 мая, 27 июня, 9 сентября, 6 ноября, «Рамазан» — один день ежегодно в день совпадения;
- Курбан — один день ежегодно в день совпадения являются нерабочими днями.

В праздничные дни в соответствии с Положением «О государственном флаге Республики Таджикистан» поднимается Государственный флаг Республики Таджикистан.
По случаю праздничных дней по инициативе государственных органов, общественных организаций и трудовых коллективов проводятся мероприятия общественно-политического характера.
Проведение в праздничные дни военных парадов, артиллерийских салютов и фейерверков осуществляется в соответствии с законодательством Республики Таджикистан и в порядке, определяемом Министерством обороны Республики Таджикистан.